# 不变质量
不变质量（invariant mass）或称内秉质量（intrinsic mass）、固有质量（proper mass），亦常简称为质量，指的是一个物体或一个物体系统由总能量和动量构成的在所有参考系下都相同的一个洛仑兹不变量。当这个系统作为整体保持静止时，不变质量等于系统的总能量除以光速的平方，这也等于这个系统在一个与之相对静止的秤上称得的质量。如果系统由一个单一粒子组成，不变质量也称作这个粒子的静止质量。
由于一个孤立系统的质心总保持匀速直线运动，因此观察者总可以选择这样一个参考系，使系统在这一参考系中的总动量为零，即相对这个参考系为静止。这样的参考系称作质心系，这时系统的不变质量就等于系统的总能量除以光速的平方。这个於质心系下的总能量，可以被看作是系统在不同惯性系下可能被观测到所具有能量的“最小值”。
在多粒子系统的情形下，质心系中的粒子彼此之间可能会存在相对运动，并有可能存在一种或多种基本相互作用。这时粒子的动能和力场的势能会增大系统的总能量，使之大于所有粒子的静止质量之和，这部分能量也对系统的不变质量有贡献。

一个粒子可能具有的四维动量中动量分量与能量的关系，这里蓝色曲线的粒子具有零不变质量，而绿色曲线的粒子的不变质量是非零的。

## 在粒子物理学中的应用
在粒子物理学中，不变质量是一个粒子的能量{\displaystyle E\,}和动量{\displaystyle p\,}的数学组合，在静止参考系中等于粒子的静止质量。不变质量在所有参考系中的值都是相同的（参见狭义相对论）。
{\displaystyle (m_{0}c^{2})^{2}=E^{2}-\|\mathbf {p} c\|^{2}\,}
或者采用自然单位，从而光速{\displaystyle c=1\,}，
{\displaystyle m_{0}^{2}=E^{2}-\|\mathbf {p} \|^{2}.\,}
这个方程指出不变质量的值等于四维动量矢量{\displaystyle (E,\mathbf {p} )\,}的模（长度），这里模的计算是根据相对论性的毕达哥拉斯定理，从而空间维度和时间维度具有相反的符号。这个矢量的模在四维时空中任意的洛伦兹变换（递升或旋转）操作下都保持不变，正如一个普通三维矢量的长度在三维空间中进行任意旋转变换后仍然保持不变。
由于在粒子衰变过程中，粒子系统的不变质量是由一系列能量动量等守恒量给出的，通过衰变产物的能量和动量所计算得到的不变质量等于衰变前粒子的质量。一个粒子系统的质量可由一个普遍公式给出：
{\displaystyle \left(Wc^{2}\right)^{2}=\left(\sum E\right)^{2}-\left\|\sum \mathbf {p} c\right\|^{2}}
其中
{\displaystyle W}是粒子系统的不变质量，等于衰变粒子的质量。
{\displaystyle \sum E}是粒子能量的标量和。
{\displaystyle \sum \mathbf {p} }是粒子动量的矢量和。

## 应用举例：两粒子碰撞
在两粒子碰撞（或两粒子的衰变）过程中，不变质量的平方在自然单位下为
| {\displaystyle M^{2}\,} | {\displaystyle =(E_{1}+E_{2})^{2}-\\|{\textbf {p}}_{1}+{\textbf {p}}_{2}\\|^{2}\,}                        |
|                         | {\displaystyle =m_{1}^{2}+m_{2}^{2}+2\left(E_{1}E_{2}-{\textbf {p}}_{1}\cdot {\textbf {p}}_{2}\right).\,} |

## 静止能量
一个粒子的静止能量{\displaystyle E_{0}\,}被定义为：
{\displaystyle \ E_{0}=m_{0}c^{2}},
其中{\displaystyle c}是真空中的光速。一般而言，只有能量的差值才有物理意义。因此定义一个静止能量能够使能量变化的衡量有一个绝对的基准。
定义静止能量的动机来自于狭义相对论，根据这一理论，一个物体的质量变化正比于其动能，即
{\displaystyle dm={\frac {dE_{k}}{c^{2}}}},
这个关系引出了爱因斯坦著名的结论：能量和质量是同一现象的两种表现。定义上述的静止质量能够使质能等价的数学表达更为优雅，但不足之处是它将能量都用一个绝对的基准来量度的做法仍然显得有些随意。